# Hooivaart

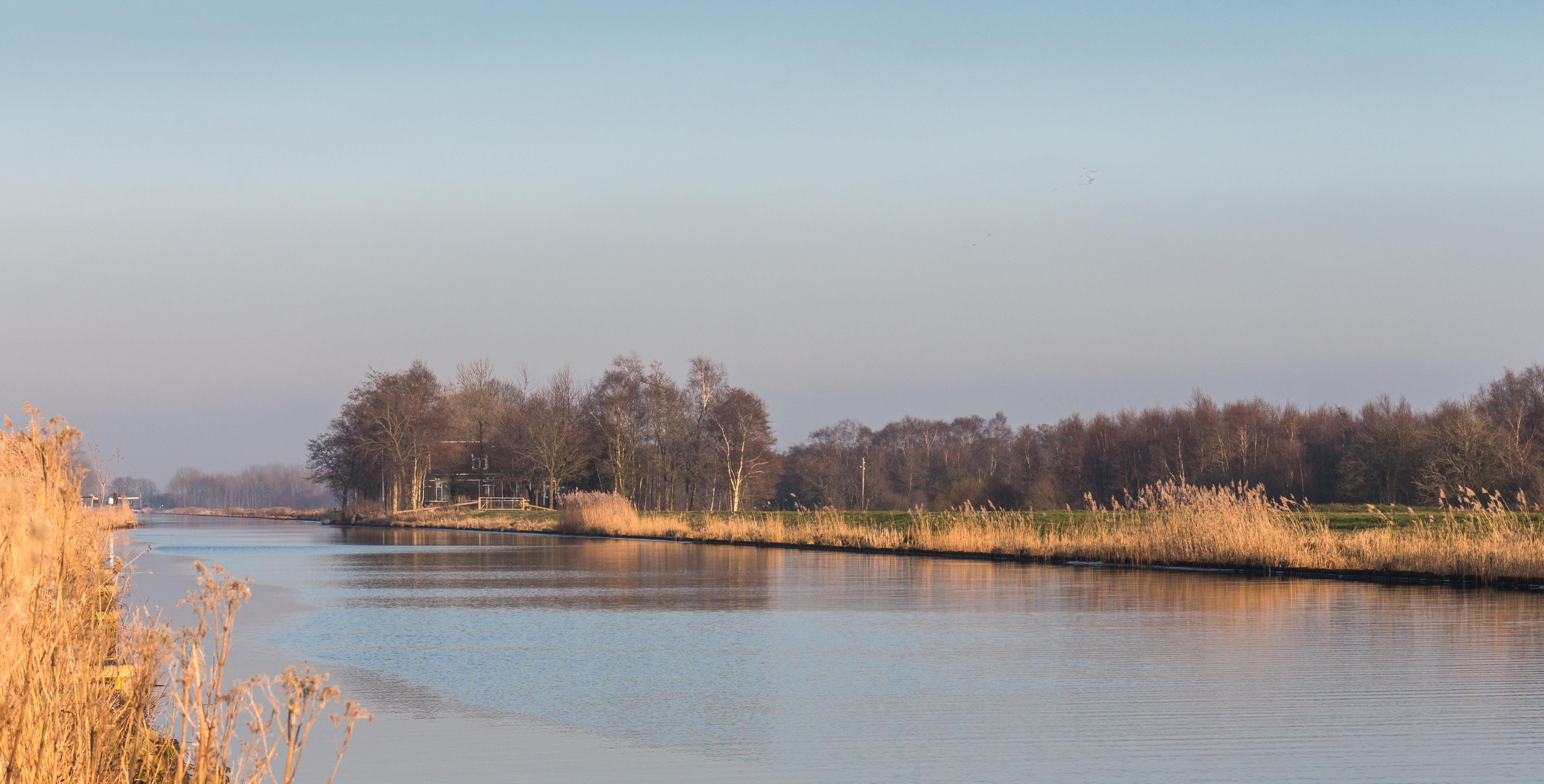
Hooivaart vanaf de Deelen

De Hooivaart is een kanaal in de gemeenten Heerenveen en Opsterland. Het kanaal loopt ten zuiden van natuurgebied De Deelen en via het Tripgemaal naar de Uilesprong in de gemeente Opsterland.
De naam Hooivaart geldt pas sinds 15 maart 2007 als officiële naam, als vervanging voor de eerdere officiële naam Ringvaart.